# Askerswell
Askerswell – wieś w Anglii, w hrabstwie Dorset, w dystrykcie (unitary authority) Dorset. Leży 17 km na zachód od miasta Dorchester i 198 km na południowy zachód od Londynu. W 2001 miejscowość liczyła 150 mieszkańców.